# Завражье (Владимирская область)
Завражье — деревня в Вязниковском районе Владимирской области России, входит в состав муниципального образования «Город Вязники».

## География
Деревня расположена близ берега реки Клязьма в 15 км на восток от райцентра Вязники.

## История
В конце XIX — начале XX века деревня входила в составе Олтушевской волости Вязниковского уезда. В 1859 году в деревне числилось 18 дворов, в 1905 году — 21 дворов, в 1926 году — 26 дворов.
С 1929 года деревня входила в состав Олтушевского сельсовета Вязниковского района, с 1940 года — в составе Перовского сельсовета, с 1965 года — в составе Илевниковского сельсовета, с 2005 года — в составе муниципального образования «Город Вязники».

## Население
| 1859 | 1905 | 1926 | 2002 | 2010 | 2021 |
| ---- | ---- | ---- | ---- | ---- | ---- |
| 101  | →101 | ↗156 | ↘22  | ↘14  | ↗18  |